# Régiment de Sonnenberg
Pour les articles homonymes, voir régiment de Salis, Régiment de Castellas (homonymie), régiment de Bettens et régiment de Pfiffer.
Le régiment de Sonnenberg est un régiment d’infanterie suisse  du royaume de France créé en 1672.

## Création et différentes dénominations
- 17 février 1672 : création du régiment de Salis
- 1690 : renommé régiment de Polier
- 30 septembre 1692 : renommé régiment de Reynold
- 25 juin 1702 : renommé régiment de Castella
- 4 août 1722 : renommé régiment de Bettens
- 15 août 1739 : renommé régiment de Monnin
- 20 mars 1756 : renommé régiment de Reding
- 1er juillet 1763 : renommé régiment de Pfyffer
- 26 décembre 1768 : renommé régiment de Sonnenberg
- 1er janvier 1791 : renommé 65e régiment d'infanterie de ligne
- 20 août 1792 : licencié

## Équipement

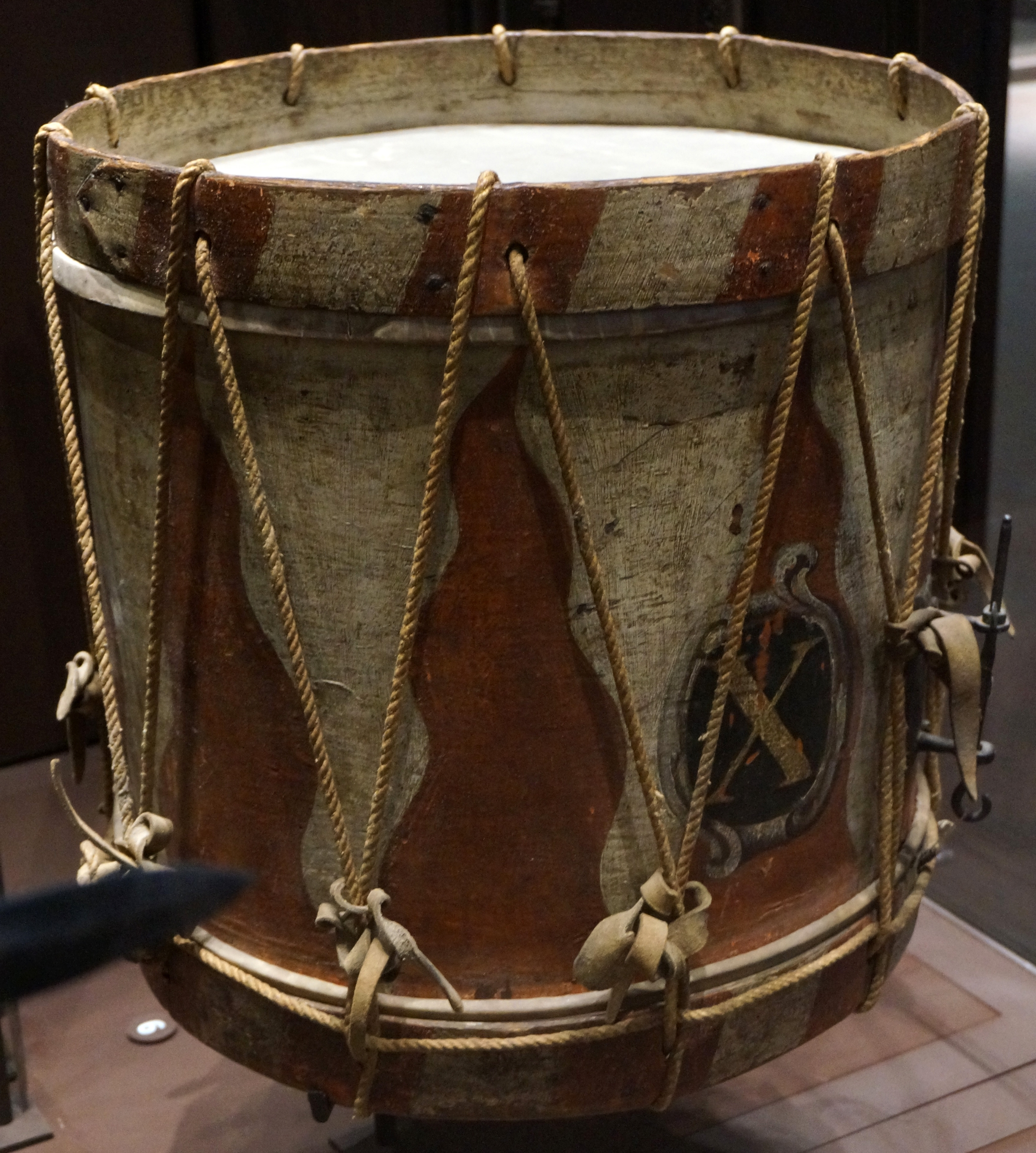
Tambour du régiment de Castellas.

### Drapeaux
8 drapeaux dont « un blanc Colonel, & croix & flâmes blanches, & 7 d’Ordonnance à flâmes jaunes & noires par opposition, & croix blanches ».

Drapeaux d’ordonnance
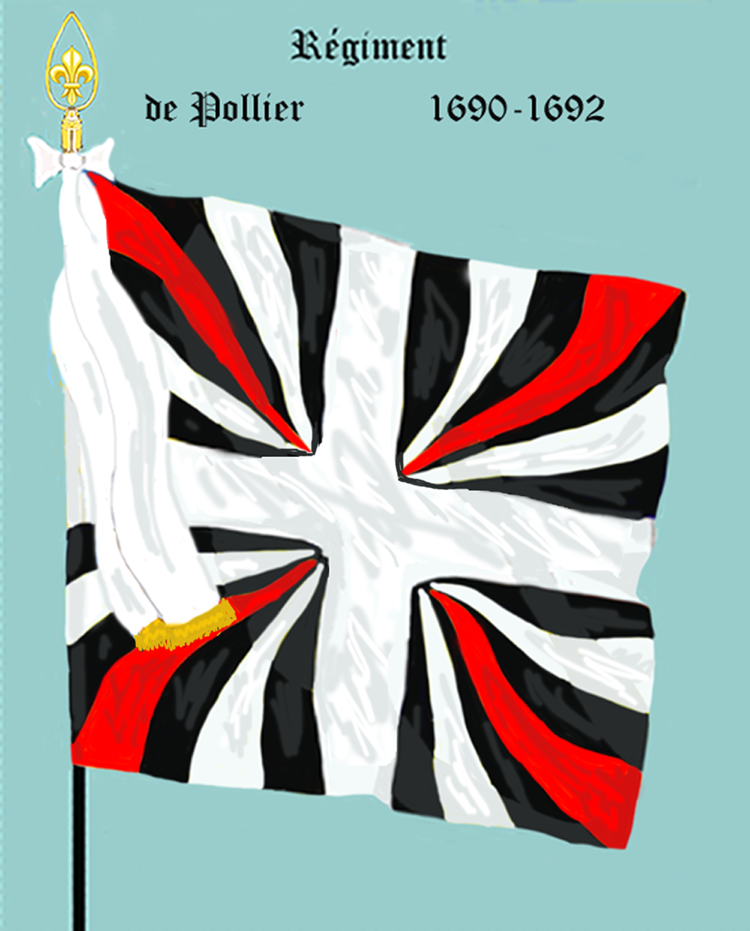
régiment de Polier de 1690 à 1692
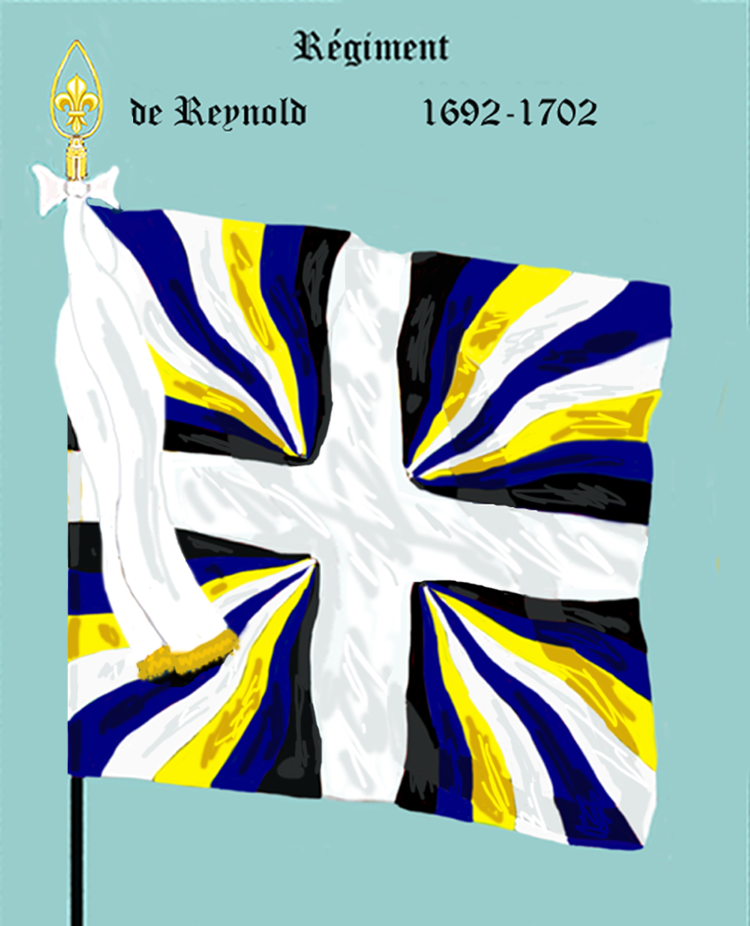
régiment de Reynold de 1692 à 1702
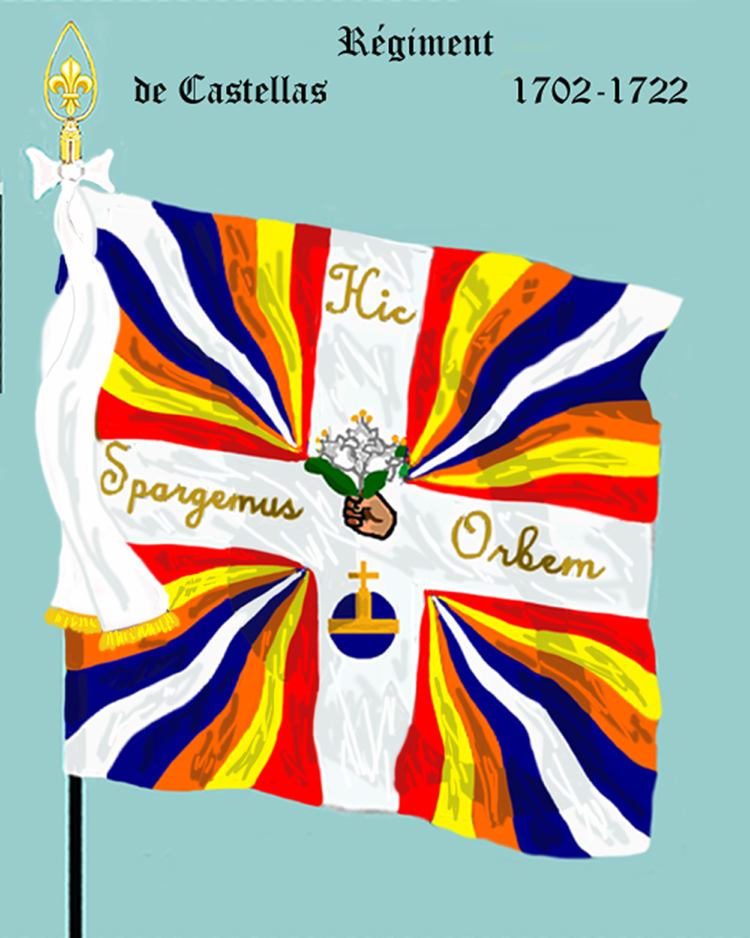
régiment de Castella de 1702 à 1722
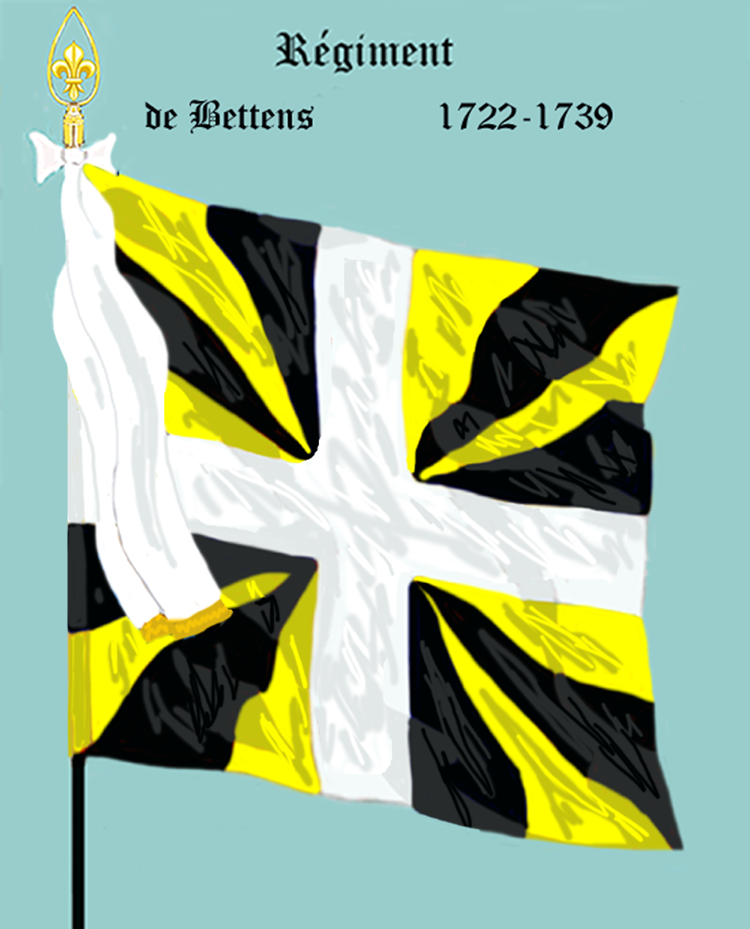
régiment de Bettens de 1722 à 1739

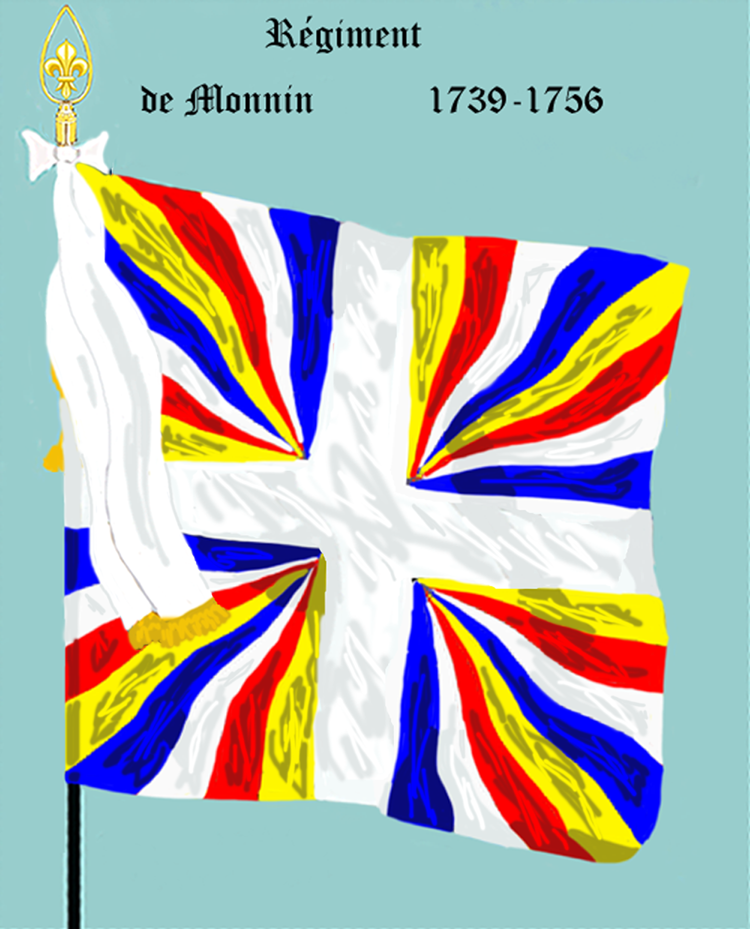
régiment de Monnin de 1739 à 1756
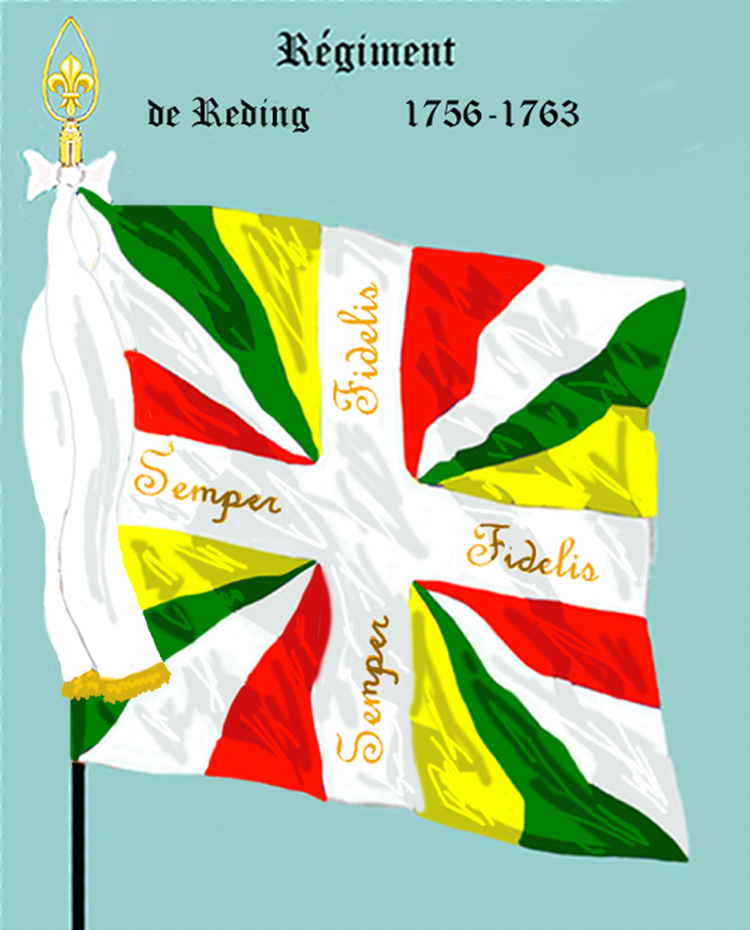
régiment de Reding de 1756 à 1763
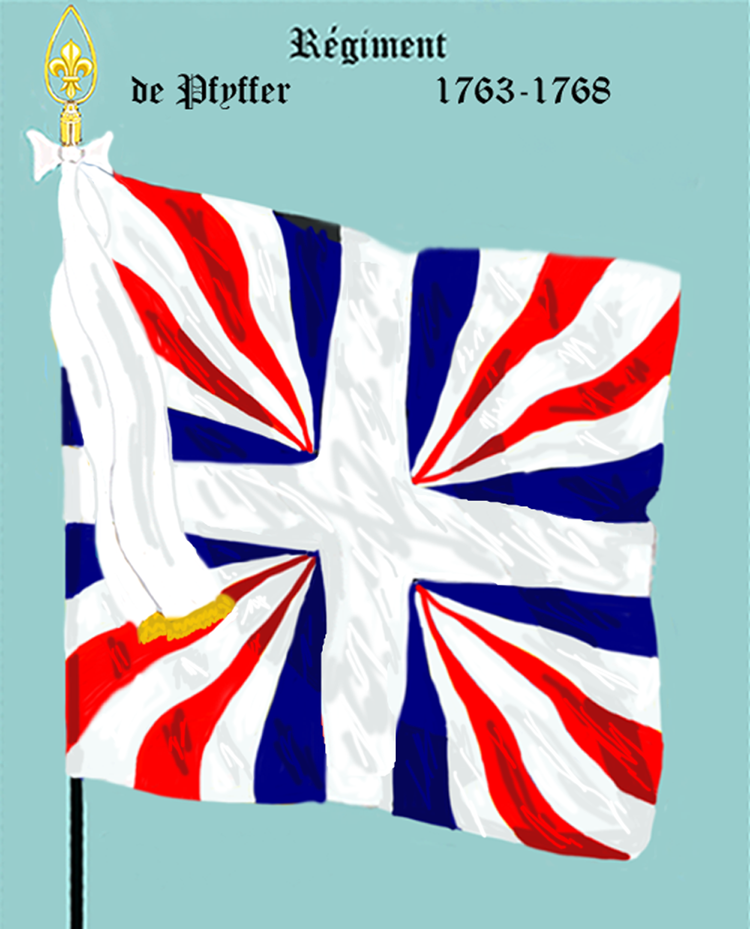
régiment de Pfyffer de 1763 à 1768
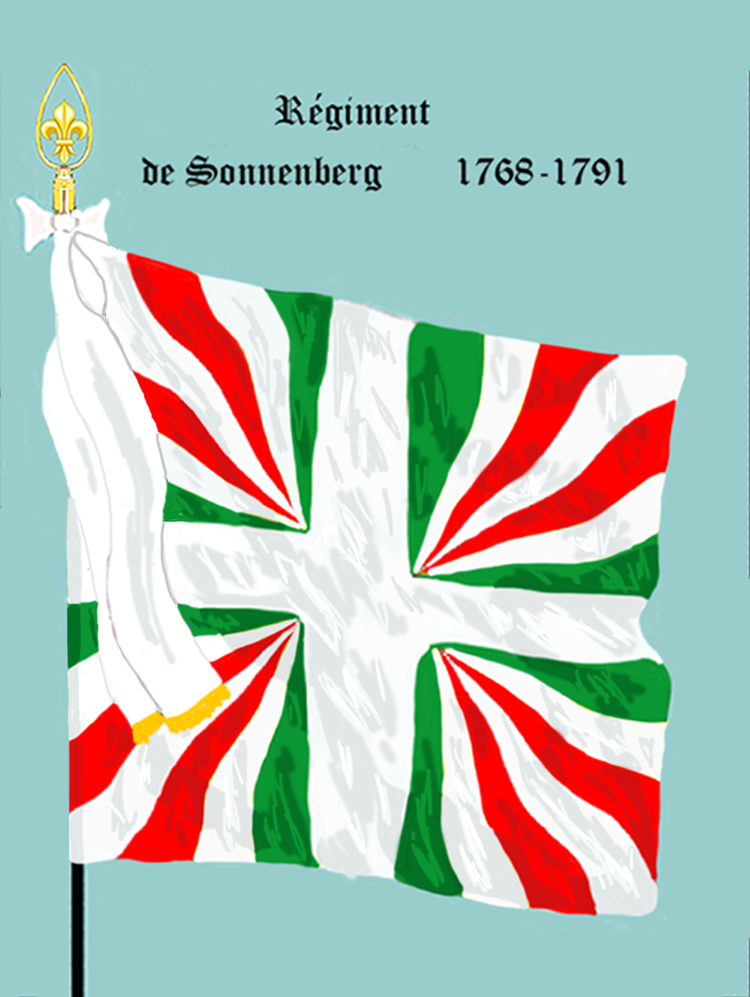
régiment de Sonnenberg de 1768 à 1792

### Habillement

Uniforme du régiment de Sonnenberg

Uniformes
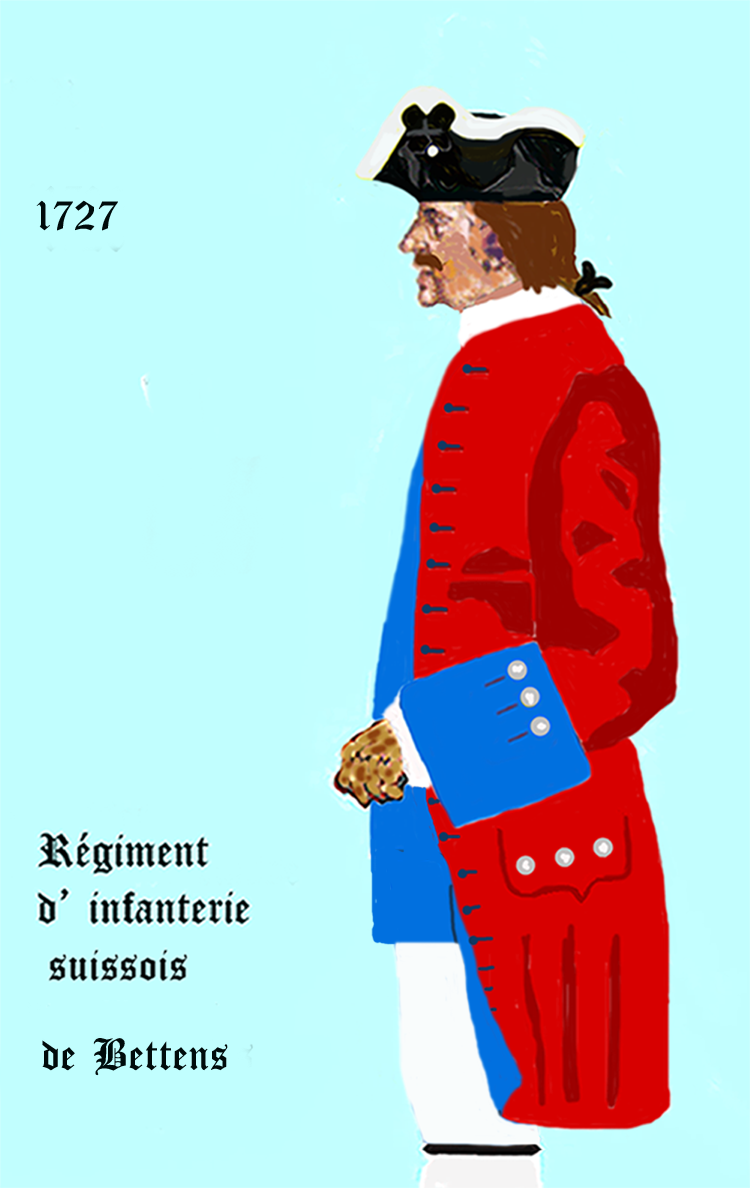
régiment de Bettens de 1727 à 1734
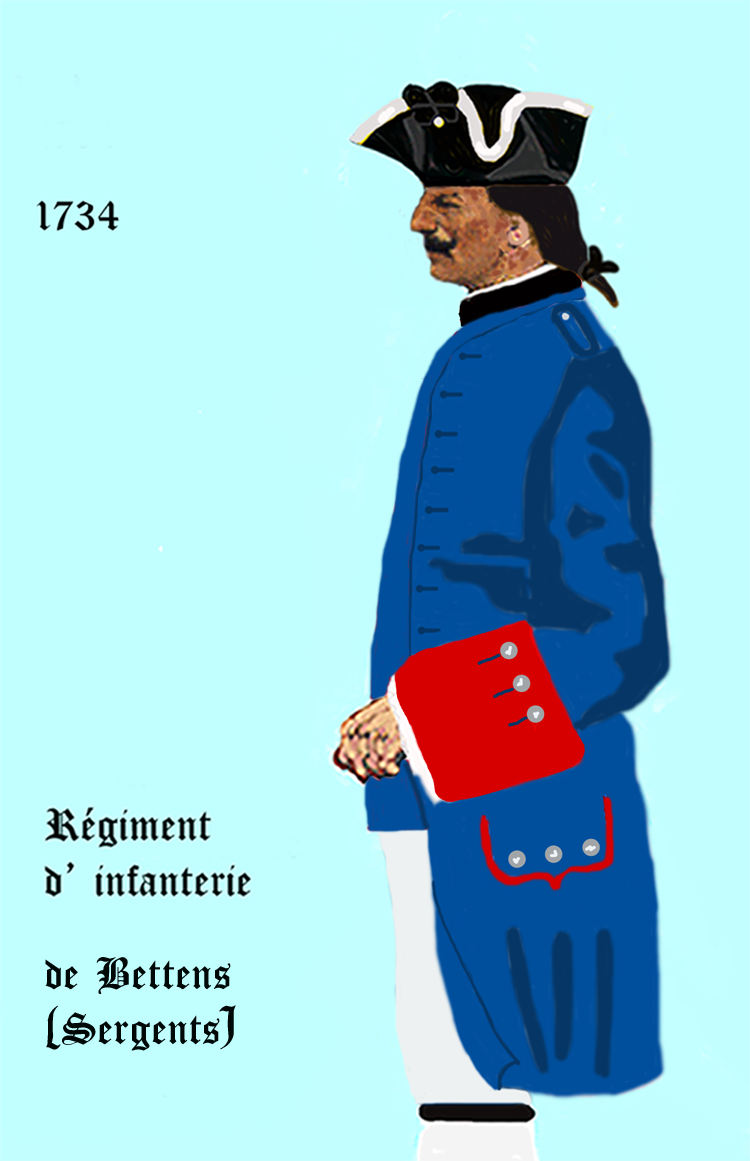
régiment de Bettens de 1729 à 1734, uniforme de sergents
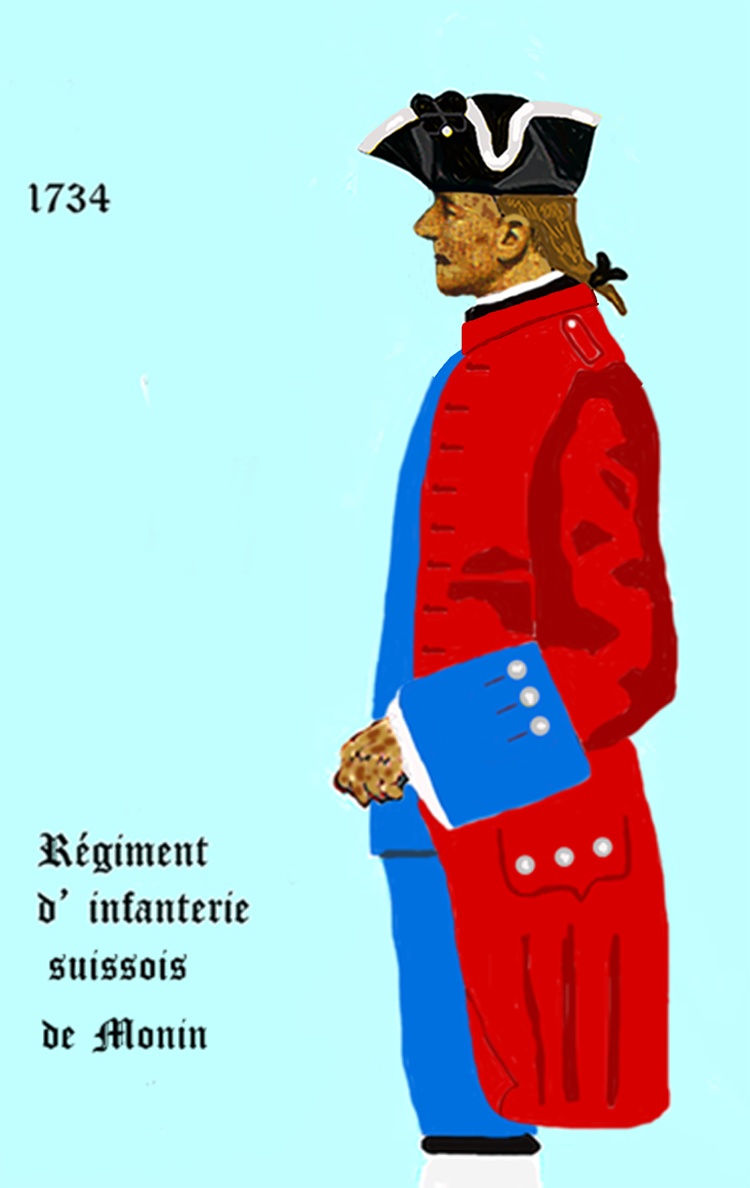
de 1734 à 1740
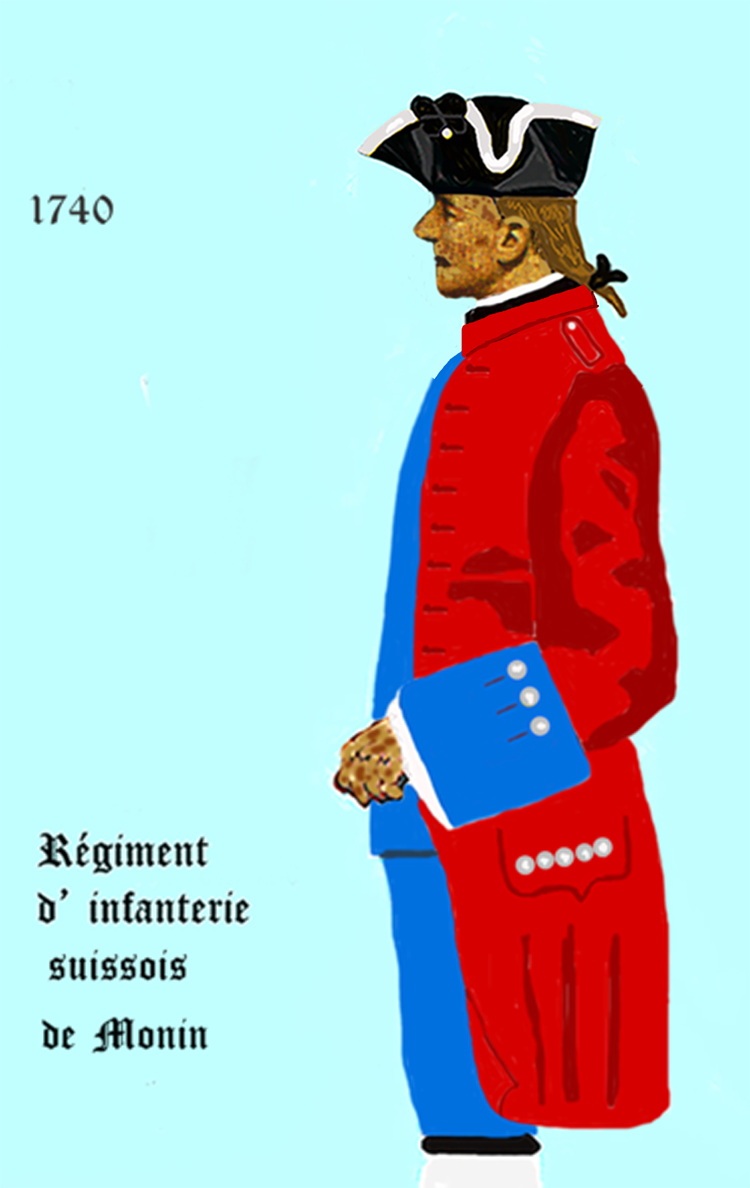
régiment de Monnin de 1740 à 1756

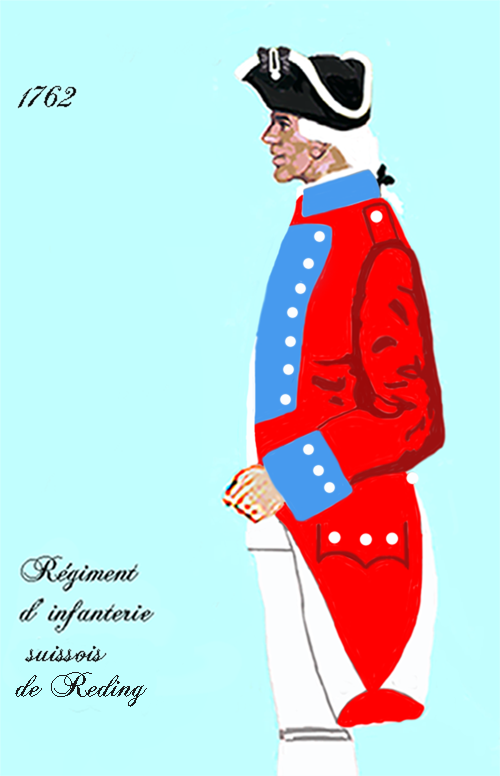
de 1762 à 1776
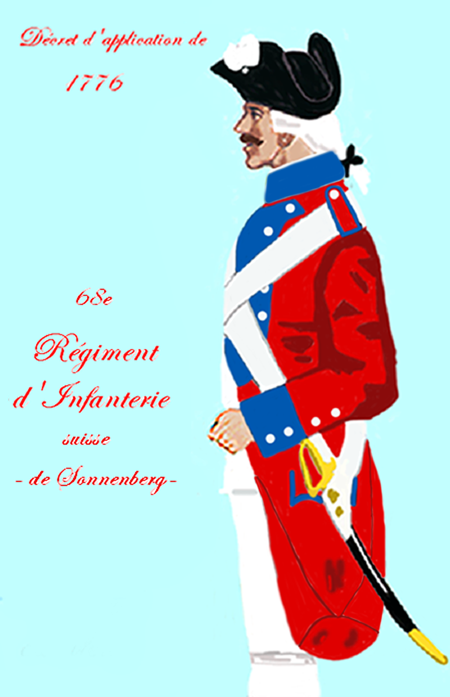
régiment de Sonnenberg de 1776 à 1786
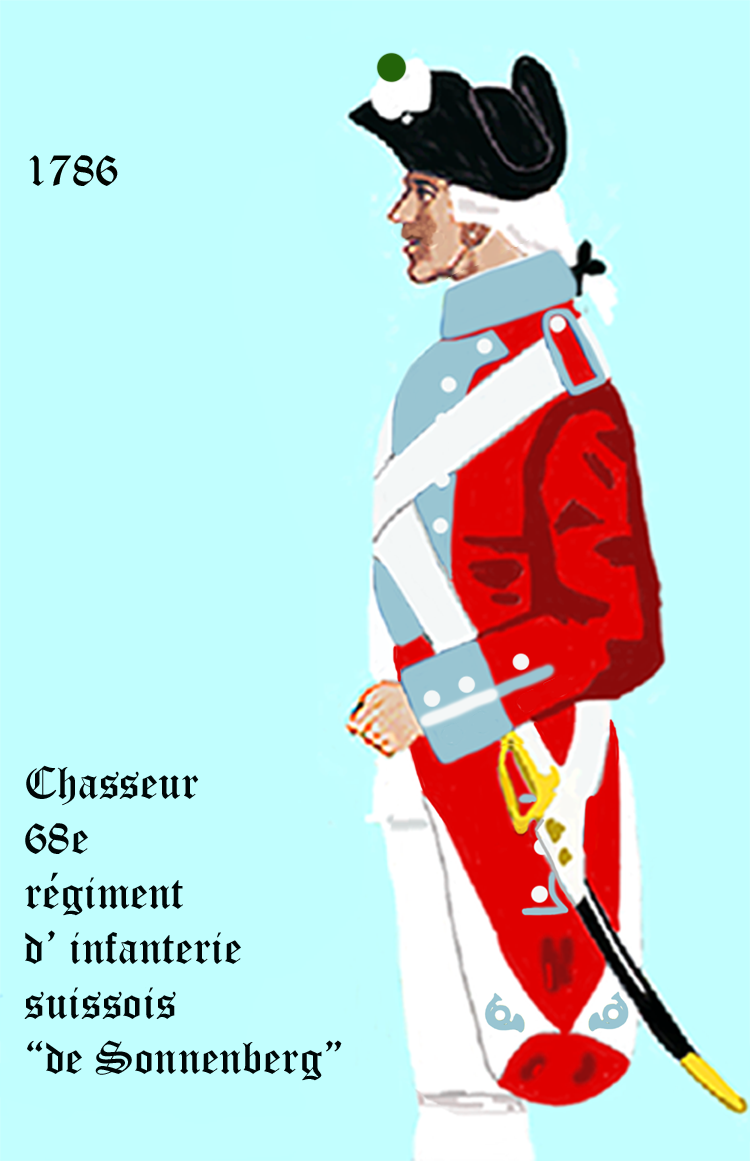
régiment de Sonnenberg de 1786 à 1791
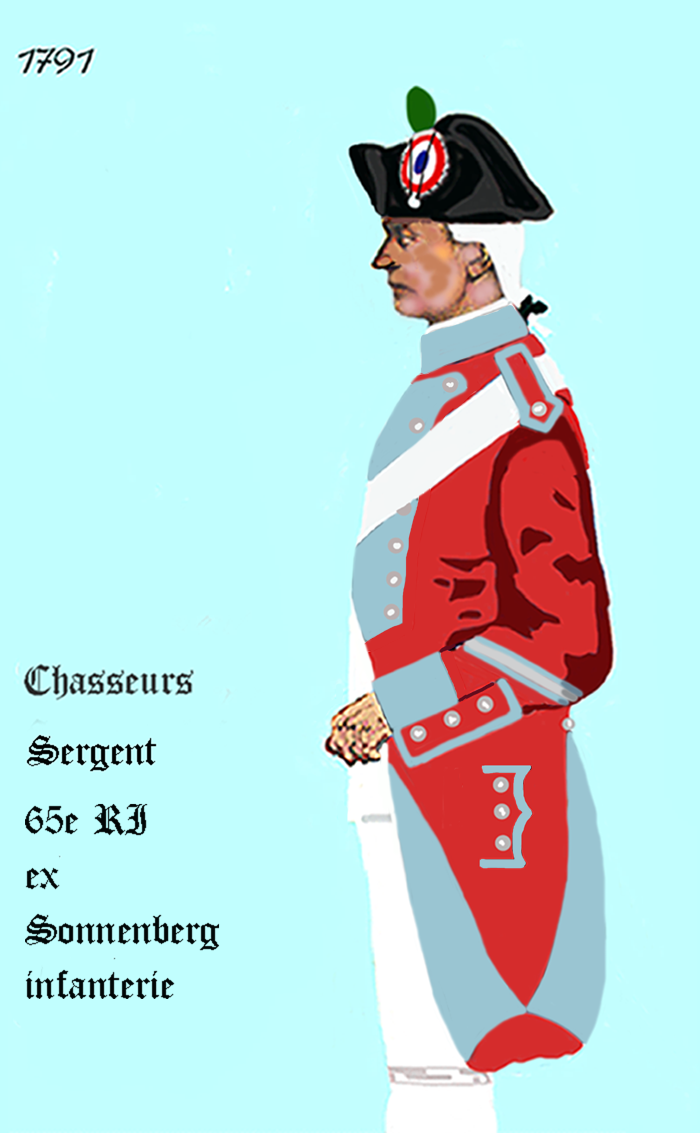
65e régiment d’infanterie de ligne de 1791 à 1792

## Historique

### Colonels et mestres de camp
- 17 février 1672 : le Grisons Rodolphe de Salis Zizers, 24 février 1676, maréchal de camp le 24 août 1688, † 16 octobre 1690
- 1690 : le Bernois Jean-François Polier
- 30 septembre 1692 : le Fribourgeois François de Reynold, brigadier le 10 mars 1690, maréchal de camp le 3 janvier 1696, lieutenant général le 23 décembre 1702, membre du Conseil de la Guerre, † 4 décembre 1722
- 25 juin 1702 : le Fribourgeois François Nicolas Albert de Castella[note 1], brigadier le 29 janvier 1702, maréchal de camp le 26 octobre 1704, lieutenant général le 29 mars 1710, † 11 juin 1722
- 4 août 1722 : Georges Mannlich de Bettens, brigadier le 1er février 1719, maréchal de camp le 1er août 1734, lieutenant général le 15 août 1739, † 9 mai 1751
- 15 août 1739 : François Monnin, brigadier le 1er août 1734, maréchal de camp le 15 août 1739, déclaré lieutenant général en octobre 1745 par pouvoir du 1er mai, † 18 mars 1756
- 20 mars 1756 : Antoine de Reding de Frauenfeld, baron de Reding, brigadier le 10 mai 1748, maréchal de camp le 20 février 1761
- 1er juillet 1763 : Franz Ludwig Pfyffer, seigneur de Wyher
- 26 décembre 1768 : Jacques Antoine de Sonnenberg

### Campagnes et batailles
Régiment de Salis
- Guerre de Hollande (1672-1679)
  - 1673:
    - siège de Maastricht
    - 28 septembre, mis en garnison à Grave

  - 1674: 
    - Bataille de Seneffe, le capitaine Sury est tué durant l'attaque du village de Fay

  - 1676:
    - siège de Bouchain
    - siège d'Aire

  - 1677:
    - siège de Valenciennes
    - siège de Cambrai: ouvre la tranchée avec les Gardes

  - 1678:
    - siège de Gand
    - siège d'Ypres, prend possession de la ville le jour de la capitulation

- Guerre des Pays-Bas (1683-1684)
  - 1684:
    - siège de Luxembourg, fait partie de l'armée qui couvre le siège

- Guerre de la Ligue d'Augsbourg (1689-1697)
  - 1689:
    - combat de Walcourt

  - 1690
    - Bataille de Fleurus, le régiment s'y distingue, le colonel, un capitaine et 8 officiers sont blessés. Le Colonel Salis meurt de ces blessures, le bernois Polier le remplace.

Régiment de Polier
- Guerre de la Ligue d'Augsbourg (1689-1697)
  - 1691:
    - Siège de Mons, 7 avril 1691, le régiment se distingue fortement à l'assaut de Mons
    - Un bataillon reste en garnison à Mons
    - combat de Leuze, les trois autres bataillons
    - en garnison d'hiver à Courtrai

  - 1692:
    - siège de Namur, une compagnie de grenadiers se distingue à l'assaut du fort Guillaume.
    - bataille de Steinkerque, le régiment est le premier arrivé au secours des Bourbonnais. Polier place ses hommes dans une brèche que l'ennemi allait exploiter ce qui permet aux Gardes françaises et suisses d'arriver dans les temps. La résistance du régiment permit la victoire mais le colonel Polier est tué, il est remplacé par François de Reynold de Fribourg. Le régiment perdit également 8 officiers et 93 hommes et dénombra 276 blessés dont 16 officiers.

« J'y envoyai la brigade de Polier, qui marche de fort bonne grâce; elle reçoit un si grand feu que nous trouvâmes tous que c'était toujours beaucoup à ce régiment de  se soutenir en plaine, quoiqu'il n'avançât pas autant que nous l'aurions désiré. Le pauvre colonel agit à son ordinaire pour mener son régiment comme il voulait, et tout le monde en fut fort content; mais malheureusement il fut tué, et, malgré sa perte, SALSEGUAIBRE (Saltzgeber), son lieutenant colonel, tint si bien le régiment en cette place qu'on ne s'aperçût point de la perte qu'il avait faite. »
— Maréchal François-Henri de Montmorency-Luxembourg
Régiment de Reynold
- Guerre de la Ligue d'Augsbourg
  - 1692:
    - bombardement de Charleroi

  - 1693:
    - siège d'Huy
    - Bataille de Neerwinden, combattit avec distinction en participant à la première attaque à 9 heures du matin du village, le capitaine de Vallier est tué et le colonel de Reynold blessé.
    - siège de Charleroi en septembre

  - 1693 - 1695:
    - prit part aux opérations de la Guerre de la Ligue d'Augsbourg au sein de l'Armée de Flandre

  - 1695 - 1697:
    - stationné au camp de Deynse

  - 1701:
    - servit encore sur cette frontière

Régiment de Castellas
- Guerre de la Succession d'Espagne (1701-1714)
  - 1702:
    - combat de Nimègue
    - garnison à Liège, en novembre la presque totalité du régiment se laisse surprendre et est fait prisonnier, ils sont conduits en Hollande.

  - 1703:
    - rétablissement du régiment à Cambrai
    - mai 1703, le régiment se rend à Anvers où il reçoit les armes du roi.

  - 1704:
    - siège d'Huy
    - siège de Liège
    - fait partie du camp de Tirlemont
    - entre dans les lignes de Namur

  - 1705:
    - lignes de Namur

  - 1706:
    - bataille de Ramillies, 2 officiers sont tués et le lieutenant colonel de Bettens est blessé

  - 1707:
    - campagne en Flandre, commence au camp de Gemblours
    - part pour la Provence envahie par les Autrichiens et les Piémontais
    - siège de Toulon dès son arrivée en Provence, le siège est levé 10 jours plus tard
    - poursuit l'ennemi dans sa retraite jusqu'à Nice
    - en garnison d'hiver à Nice

### Quartiers
- 1736-1737 et 1753-1754 : Marsal
- Strasbourg et Neuf-Brisach[1]